# Nathaniel Mayer von Rothschild
Nathaniel Mayer von Rothschild (Beč, 26. listopada 1836. – Beč, 16. lipnja 1905.), austrijski barun, bankar, uzgajivač trkačih konja, mecena i filantrop iz austrijskog ogranka bogate židovske obitelji Rothschilda.
Rodio se kao peto od osmero djece i najstariji preživjeli sin u obitelji Anselma Salomona von Rothschilda (1803. – 1874.) i Charlotte Nathan Rothschild. Djed mu je bio Salomon von Rothschild (1774. – 1855.), osnivač austrijske loze obitelji Rothschild i utemeljitelj bečke obiteljske banke S M von Rothschild, koju je Nathanielov otac nastavio voditi pod imenom Creditanstalt.
Studirao je u Brnu i trebao je preuzeti očev posao, ali radije se bavio gradnjom ljetnikovaca i sakupljanjem umjetnina. Ipak, poslije očeve smrti 1874. godine, preuzeo je upravljanje bankom, zajedno s bratom Albertom Salomonom (1844. – 1911.), koji je, premda mlađi, preuzeo veće ovlasti u vođenju obiteljskog posla. Srednji brat Ferdinand de Rothschild (1839. – 1898.) više se bavio politikom, filantropijom i kolekcionarstvom, nego bankarskim poslom.
Bavio se humanitarnim radom, bio je rado viđen u aristokratskim društvenim krugovima, a bavio se i fotografijom, snimajući kadrove sa svojih putovanja po Europi. Umro je kao samac, bez potomstva, 1905. godine.